# Berkesz, Szabolcs-Szatmár-Bereg
Berkesz (în română Berchiș) este un sat în districtul Kemecse, județul Szabolcs-Szatmár-Bereg, Ungaria, având o populație de 839 de locuitori (2011). 

## Demografie
Componența etnică a satului Berkesz
     Maghiari (92%)
     Romi (7,66%)
     Ucraineni (0,35%)
Componența confesională a satului Berkesz
     Reformați (49,94%)
     Romano-catolici (18,12%)
     Greco-catolici (8,46%)
     Fără religie (8,34%)
     Necunoscută (15,14%)
     Alte religii (0,36%)
Conform recensământului din 2011, satul Berkesz avea 839 de locuitori. Din punct de vedere etnic, majoritatea locuitorilor (92,0%) erau maghiari, cu o minoritate de romi (7,66%). Nu există o religie majoritară, locuitorii fiind reformați (49,94%), romano-catolici (18,12%), greco-catolici (8,46%) și persoane fără religie (8,34%). Pentru 15,14% din locuitori nu este cunoscută apartenența confesională.